# Melo aethiopicus
Espèce
Melo aethiopicus est une espèce de mollusques gastéropodes de la famille des Volutidae.

## Description
- Répartition : Indonésie et Malaisie (Océan Indien et Pacifique).
- Taille maximale : 13,5 à 35,5 cm.

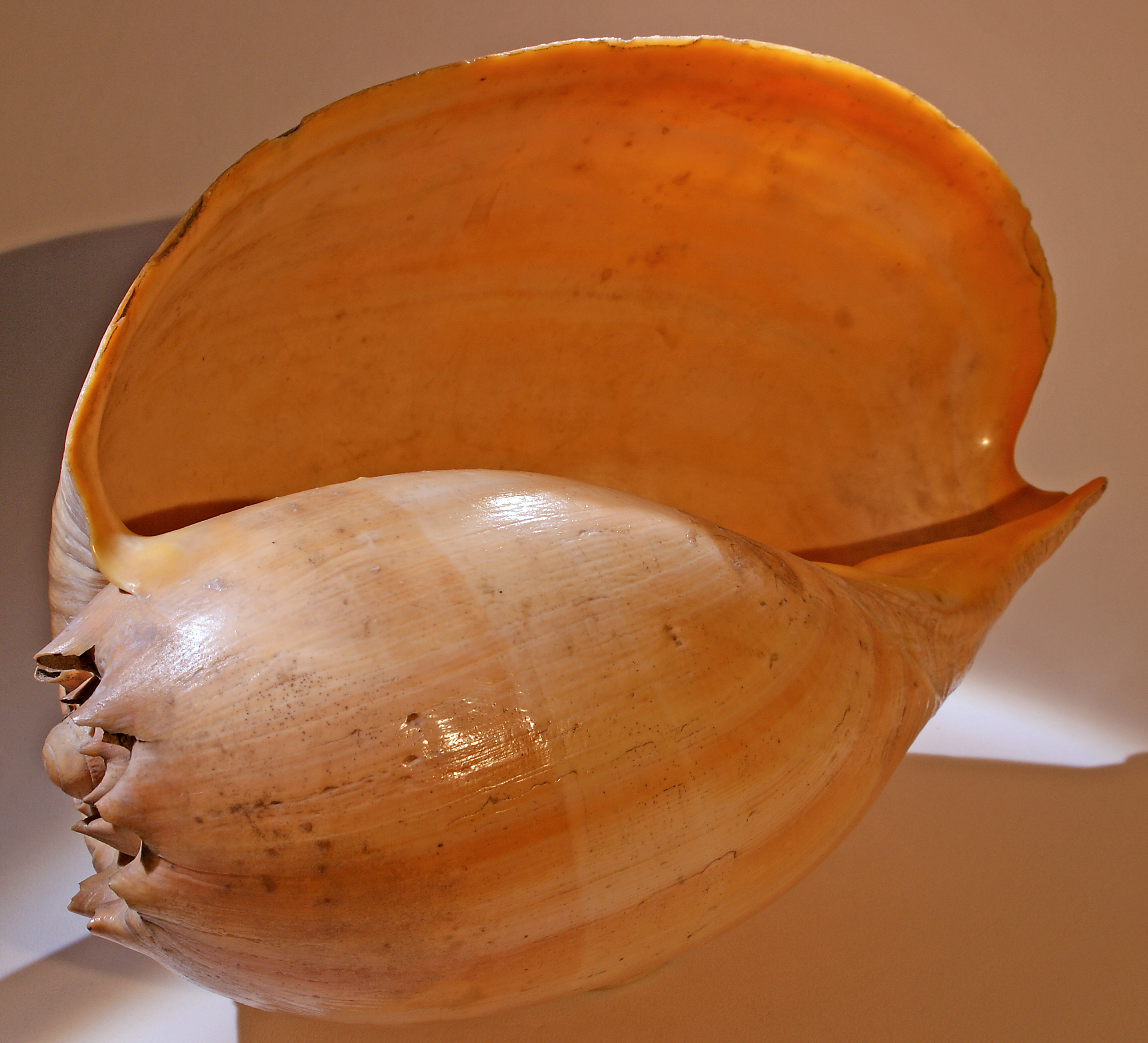
Melo aethiopicus – Océan indien (23 cm)

Ce grand coquillage est beige-rose.

## Philatélie
Ce coquillage figure sur une émission du Territoire français des Afars et des Issas de 1972 (valeur faciale : 50 F).